# Theophilos I. (Jerusalem)
Theophilos I. († 1020) war von 1012 bis zu seinem Tod orthodoxer Patriarch von Jerusalem.

## Leben
Theophilos war Bischof von Hibal. 1012 wurde er Patriarch von Jerusalem. In seiner Zeit gab es Auseinandersetzungen zwischen dem Kalifen Al-Hakim und dem syrischen Gouverneur Al-Mufaridsch. Al-Hakim hatte 1009 die Grabeskirche in Jerusalem zerstören lassen.